# الزمامرة (العنابرة)
الزمامرة هو دُوَّار يقع بجماعة الواد لخضر، إقليم قلعة السراغنة، جهة مراكش آسفي في المملكة المغربية. ينتمي الدوّار لمشيخة العنابرة التي تضم 12 دوار. يقدر عدد سكانه بـ 1046 نسمة حسب الإحصاء الرسمي للسكان والسكنى لسنة 2004.

## روابط خارجية
- البوابة الوطنية للجماعات الترابية
- المندوبية السامية للتخطيط